# Marc Fabi Buteó
|  | Per a altres significats, vegeu «Marc Fabi Buteó (pretor 201 aC)». |

Marc Fabi Buteó (llatí: Marcus Fabius M. p. M. n. Buteo) va ser un magistrat romà. Formava part de la gens Fàbia, una família patrícia, i pertanyia a la branca dels Fabi Buteó. Era germà del cònsol de l'any 247 aC, Numeri Fabi Buteó.
Va ser cònsol l'any 245 aC. Segons Florus va guanyar una batalla naval als cartaginesos i després va naufragar, però això segurament no és cert, atès que, per Polibi, se sap que els romans no tenien flota el 245 aC. L'any 216 aC va ser elegit dictador i no va tenir magister equitum, perquè únicament el van designar perquè cobrís les vacants del senat causades per la batalla de Cannes. Va afegir 177 nous membres al senat i després va resignar el càrrec. Titus Livi diu que va ser censor, i que era el primer dels censors que després va ocupar el càrrec de dictador. Es conjectura que era el col·lega de Gai Aureli Cota. Als Fastos Capitolins, el nom del col·lega de Cota ha desaparegut.